# Squash Australia Hall of Fame
In die Squash Australia Hall of Fame werden Squashspieler aufgenommen, die sich durch besondere Leistungen um den australischen Squash verdient gemacht haben. Die Ruhmeshalle wird vom australischen Squashverband Squash Australia verwaltet. Aktuell sind 18 Spieler Mitglied der Hall of Fame, die zwischen den Kategorien Member und Legend unterscheidet.

## Mitglieder der Hall of Fame
Farb- und Zeichenlegende:
- Member
- Legend
- Die mit einem * gekennzeichneten Spieler sind zudem Mitglied der World Squash Hall of Fame

| Name               | Erfolge |
| ------------------ | --- |
| Steve Bowditch     | Vizeweltmeister mit der Mannschaft 1981 |
| Vicki Cardwell     | Weltmeisterin 1983, Weltmeisterin mit der Mannschaft 1981, 12 Monate Weltranglistenerste |
| Chris Dittmar      | Vizeweltmeister 1983, 1987, 1989, 1990 und 1992, Weltmeister mit der Mannschaft 1989 und 1991, 2 Monate Weltranglistenerster |
| Rodney Eyles       | Weltmeister 1997, Weltmeister mit der Mannschaft 1991 |
| Sarah Fitz-Gerald* | Weltmeisterin 1996, 1997, 1998, 2001 und 2002, Weltmeisterin mit der Mannschaft 1994, 1996, 1998, 2002, 2004 und 2010, Vizeweltmeister im Doppel 2006 (mit Robyn Cooper), 40 Monate Weltranglistenerste, Gold bei den World Games 1997 und den Commonwealth Games 2002 |
| Ken Hiscoe         | Weltmeister mit der Mannschaft 1967, 1969 und 1971, Weltranglistenerster |
| Geoff Hunt*        | Weltmeister 1976, 1977, 1979 und 1980, Weltmeister mit der Mannschaft 1967, 1969 und 1971, 60 Monate Weltranglistenerster |
| Liz Irving         | Vizeweltmeisterin 1993, Weltmeisterin mit der Mannschaft 1992, 1994, 1996 und 1998, Weltmeisterin im Mixed 1997 (mit Dan Jenson) |
| Michelle Martin*   | Weltmeisterin 1993, 1994 und 1995, Weltmeisterin mit der Mannschaft 1992, 1994, 1996 und 1998, 58 Monate Weltranglistenerste, Gold bei den Commonwealth Games im Einzel und Mixed 1998                                                                                 |
| Heather McKay*     | Weltmeisterin 1979, 16-fache Gewinnerin der British Open, Weltranglistenerste |
| Rodney Martin      | Weltmeister 1991, Weltmeister mit der Mannschaft 1989 und 1991 |
| Cam Nancarrow      | Weltmeister mit der Mannschaft 1967, 1969, 1971 und 1973 |
| Sue King           | Vizeweltmeisterin mit der Mannschaft 1979, Gewinnerin der British Open 1978 |
| Anthony Ricketts   | Weltmeister mit der Mannschaft 2003, Weltmeister im Doppel 2006 (mit Stewart Boswell) |
| Kevin Shawcross    | Amateur-Weltmeister 1976, WM-Dritter mit der Mannschaft 1976 |
| Rhonda Thorne      | Weltmeisterin 1981, Weltmeisterin mit der Mannschaft 1981 und 1983 |
| Barbara Wall       | Erste australische Profispielerin, Vizeweltmeisterin mit der Mannschaft 1979 |
| Gordon Watson      | Australische Nummer eins der gesamten 1940er-Jahre, Pionier des australischen Squashprofitums |